# Aleksiej Watutin
Aleksiej Dmitrijewicz Watutin (ros. Алексей Дмитриевич Ватутин, ur. 27 października 1992 w Wołgogradzie) – rosyjski tenisista.
Zawodowym tenisistą został w 2012 roku. Wygrał 1 turniej o randze ATP Challenger Tour w grze pojedynczej. W turnieju rangi ATP zadebiutował w 2015 roku podczas turnieju Kremlin Cup w Moskwie, gdzie w parze z Philippem Dawidienko odpadli w pierwszej rundzie.
W rankingu gry pojedynczej najwyżej był na 133. miejscu (11 czerwca 2018), a w klasyfikacji gry podwójnej na 510. pozycji (10 czerwca 2019).

## Zwycięstwa w turniejach ATP Challenger Tour w grze pojedynczej
| Końcowy wynik | Nr | Data          | Turniej | Nawierzchnia | Przeciwnik      | Wynik finału      |
| ------------- | -- | ------------- | ------- | ------------ | --------------- | ----------------- |
| Zwycięzca     | 1. | 23 lipca 2017 | Poznań  | Ceglana      | Guido Andreozzi | 2:6, 7:6(10), 6:3 |